# Anania murcialis
Anania murcialis is een vlinder van de familie van de grasmotten (Crambidae). De wetenschappelijke naam van deze soort is voor het eerst voorgesteld als Botys murcialis door Émile Louis Ragonot in een publicatie uit 1895. De spanwijdte bedraagt 21 millimeter.
De soort komt voor in Spanje, Marokko en Iran.